# Manuel José das Neves
Manuel José das Neves foi um militar e tropeiro brasileiro que lutou na Guerra da Cisplatina, e é considerado o fundador da cidade de Passo Fundo, Rio Grande do Sul.  

## Biografia
Nasceu na Vila de Curitiba, São Paulo, região de nascimento que em 1853 viria a se tornar São José dos Pinhais, posteriormente parte da província e estado do Paraná, recebeu, pela valentia demonstrada nas batalhas sob o comando do general Frederico Lecor, a patente de cabo e quatro léguas quadradas de terra nos Campos de Cima da Serra, para onde se mudou com sua esposa Reginalda da Silva, o restante de sua família, escravos e gado.
Em 1827 fundou a Fazenda Nossa Senhora da Conceição Aparecida, nas terras recebidas Comandância Militar de São Borja. Essa fazenda é a retomada da povoação da região onde hoje fica o município de Passo Fundo, sua sede ficava onde hoje está a Praça Tamandaré, e um terreno quadrado com três quilômetros em cada lado foi doado à Igreja, foi erguida em 1835 a Capela de Nossa Senhora da Conceição.
De seu casamento com Reginalda, também natural da atual São José dos Pinhais, nasceram quatro filhos. Em sua fazenda cultivava erva-mate e gado. 
Cabo Neves, como ficou conhecido, morreu ainda na primeira metade do século XIX, na cidade que ajudou a fundar.